# 烧山 (择捉岛中)
烧山（日语：／）或伊凡雷帝火山（俄语：Вулкан Иван Грозный）是择捉岛的活火山，属北海道根室振兴局或萨哈林州库里尔斯克区，海拔1,158米，最近一次喷发在1989年。它以俄国沙皇伊凡四世命名。